# Madalosso
O Madalosso é um complexo de restaurantes localizados no bairro Santa Felicidade, em Curitiba, Paraná no Brasil, composto do tradicional "Velho Madalosso", o restaurante original, fundado em 1963 com 24 lugares, e que hoje funciona no sistema a la carte, e o "Novo Madalosso", inaugurado em 1970 e que hoje conta com um total de 4.645 lugares numa área de 7.671 metros quadrados. Estes números lhe garantiram a inclusão no Guiness Book, o livro dos Records, com o título de "Maior das Américas". Possui estacionamento gratuito para 900 veículos.
Na cozinha do "Novo Madalosso" trabalham 70 cozinheiras, sob a supervisão da proprietária e fundadora Flora Madalosso. Dali saem os 160 garçons encarregados de levar às mesas os pratos que fazem parte do tradicional rodízio italiano, principalmente as massas, mas também iguarias como fígado de galinha frito, frango a passarinho e polenta, além do vinho e suco de uva de fabricação própria.
Anexo ao restaurante, funciona desde janeiro de 2007 a Vila Madalosso, uma loja que comercializa o vinho e o suco de uva Madalosso, entre outros produtos da marca, além do artesanato regional.
Também recebeu, entre outros, os prêmios "Tradição Revista Veja 2007", "Estrela da Identidade Italiana", conferido pelo governo italiano, e o "Top Of Mind da Revista Amanhã" por 15 anos consecutivos.